# Maxime Jacob
Maxime Jacob, en religió Dom Clément Jacob (Bordeus (Nova Aquitània), 13 de gener, 1906 - abadia d'En-Calcat a Dourgne (Occitània), 25 de febrer, 1977), va ser un compositor francès.

## Biografia
Fins al 1930

Maxime Jacob va participar molt estretament en la vida musical parisenca, fins al 1927, data de la seva conversió al catolicisme sota la influència del filòsof Jacques Maritain, i la seva entrada al monestir d'En Calcat el 1930. Va ser apreciat i encoratjat en aquell moment per compositors de renom, com Darius Milhaud, que va trobar en Maxime "dons extraordinaris", i en la seva música una "frescor inalterable" (Carta de Milhaud a Maxime Jacob), o Maurice Ravel, originari de l'edició de 6 poemes de Jean Cocteau i el dImpromptus-capriços el 1926, de Jean Robert.

Va ser durant l'audició de la Protée de Darius Milhaud pels Concerts Colonne que va decidir conèixer l'autor per mostrar-li els seus assaigs. El mateix Milhaud, després d'haver animat el jove Maxime a preparar-se per al Prix de Rome, va llançar la idea de crear l'École d'Arcueil, amb Henri Sauguet, Henri Cliquet-Pleyel i Roger Désormière, en honor a Erik Satie, per prendre del grup de sis l'any 1923. La qual cosa va fer dir a Paul Landormy que aquesta escola ha 
| « | “prestat un gran servei a la nostra música carregada de tanta gravetat acumulada. L'extrema joventut d'aquests músics els va ajudar a "ignorar". Van intentar ser nens, i ho van aconseguir...”. | » |

Maxime va treballar llavors amb Charles Koechlin i André Gedalge. Va conèixer Erik Satie gràcies a Milhaud. La seva Obertura interpretada el 25 d'octubre de 1923, mostra un músic amb un tarannà original. També va escriure la música incidental de Voulez-vous dansez avec moi de Marcel Achard, que va ser un gran èxit; el mateix passa amb Mathusalem.
Va compondre una òpera buffa, Par la Taille d'Alfred Jarry, també va escriure música de cambra i peces per a piano per a Clément Doucet, famós pianista belga (1894-1950), melodies sobre poemes de Jean Cocteau, de Tristan Derème, de René Chalupt.
Convidat dels Salons parisencs, familiaritzat amb els artistes d'aquesta època, músics (Roland-Manuel, Jane Bathori, Maurice Delage, Manuel Rosenthal, Henry Barraud), poetes (Jean Cocteau, Jules Supervielle) o escriptors (Raymond Radiguet, Louis Aragon), Antonin Artaud, René Crevel), Maxime Jacob era considerat llavors el representant, a través de l'Escola Arcueil, d'una certa tradició musical francesa: frescor, espontaneïtat i senzillesa. van ser les paraules que van sorgir més sovint per descriure la seva música; el seu llenguatge musical, molt directament inspirat en Gounod, el seu centre d'atracció, i la música modal, encaixen perfectament en el marc de l'estètica neoclàssica.

## Després de 1930
Si la producció de Maxime Jacob abans de la seva entrada al monestir pot semblar relativament important, no és en cap cas comparable (en qualitat i quantitat) a la suma d'obres compostes des de 1934 fins a la seva mort, que es va produir el 1977: 15 sonates per a piano, més de 500 melodies, 5 sonates per a violí, 2 per a violoncel, 13 quartets, 2 quintets, un concert per a piano, obres per a orgue, dos oratoris: Le Vitrail de Sainte-Thérèse (1952) i Joinville et Saint-Louis (1971) després de Péguy, música simfònica, música de cinema (per a Marc Allégret i Jean Renoir, en particular).
També participarà activament en el nou repertori litúrgic francòfon tal com es desprèn de les instruccions del Vaticà II. La cantata La Voix constitueix un bon exemple. Tot i que algunes d'aquestes composicions s'han publicat, la majoria s'han mantingut en forma de manuscrit (un catàleg molt complet de les seves obres ha estat elaborat pel germà Christophe Chapuis, i es pot consultar a la biblioteca de l'Abadia dIn Calcat). L'escriptura de les sonates per a piano -si exceptuem la primera, que data de 1926- cobreix un període relativament breu que s'estén entre 1940 i 1951. Algunes d'aquestes peces van ser interpretades a París pel seu principal intèrpret i dedicador, el seu amic d'infància de la pianista Marie-Rose Clouzot (cosina germana del cineasta Henri-Georges Clouzot).
Des d'un punt de vista tècnic i estètic, l'estil de Dom Clément Jacob té poc a veure amb el de Maxime: si la influència de Gounod -el melodista Gounod- sempre es fa sentir a través d'un cert gust per la sensualitat harmònica i melòdica, si Milhaud sempre segueix sent un model -per la seva concepció de la melodia com a punt de partida i d'arribada de tota música, així com per l'ús no sistemàtic de la poli-harmonia o la politonalitat-, la guerra, el dol i la vida espiritual van donar un alè a l'obra del monjo. poder, i una profunditat que la del jove dandi abans de 1930 no posseïa. Les esmentades qualitats de “frescor, espontaneïtat o senzillesa” certament no han desaparegut, però s'han transformat en punts d'ancoratge, al servei d'un pensament artístic i compositiu infinitament més coherent.
Tot i que el contingut musical encara forma part d'una perspectiva neoclàssica -claredat de les articulacions entre parts, primacia de la melodia, equilibri general de les seccions, ús de la simetria-, l'estat d'ànim del compositor, per la dimensió espiritual adjunta a cada frase, a cada acord, i a cada nota, així com per la sensibilitat religiosa manifestada, també lliga Dom Clément al Romanticisme.

## Discografia
- Dom Clément Jacob, Sonates per a piano n°5 i 14, Nocturns n°2 i 3, Barcarolles n°3 i 8 [arxiu], Bernard Arbus (setembre 2013, segell CALLIOPE, disponible a domclementjacob.com [arxiu])
- Dom Clément Jacob, Sonates per a piano n°4, 9 i 11, Bernard Arbus, Lira d'Arco, 2004
- Dom Clément Jacob, “Interludis litúrgics”, Clément Jacob a l'orgue Casavant de l'Abadia d'En Calcat (Estudi SM.25 cm. n°: SM 25M-132)
- Dom Clément Jacob, "Orgue complet", Raphaël Tambyeff a l'orgue de l'Abadia d'En Calcat (Coriolan Record. CD. 1991)
- Dom Clément Jacob, "Interludis d'orgue", del compositor a: "Les quatre estacions del cant gregorià". (Mestre de la catedral d'Estrasburg) Estudi SM 1993 no 12 22.16.
- Dom Clément Jacob, “Missa coneguda com a Massaguel”. Textos oficials en francès. Parròquia de Massaguel amb la participació dels nens d'En-Calcat (Estudi SM 17A - 183)

## Filmografia
- L'Atelier du pianiste, créer Dom Clément Jacob [archive], Realitzador Pierre Arbus, Prod. Navalmédia Productions, 2013
- Un moine d'En Calcat: de Maxime Jacob à Dom Clément Jacob, Realitzador Max Leclerc, Coprod. ORTF, 1970